# Ермолино (Калужская область)
Ермо́лино — город в Боровском районе Калужской области России.
Образует одноимённое муниципальное образование город Ермолино со статусом городского поселения как единственный населённый пункт в его составе.

## География
Расположен на реке Протва (приток Оки), в 7 км от железнодорожной станции Балабаново (на линии Москва — Брянск) и в 13 км от районного центра — города Боровска.

## История
Первое письменное упоминание Ермолина, уже как сельца, приводится в жалованной грамоте царя Бориса Годунова от 20 июня 1601 года.
В «Списке населённых мест Калужской губернии» значится как казённая деревня Ермолина при реке Протве в Боровском уезде, в которой насчитывалось 42 двора и проживало 342 человека.
В 1928 году село Ермолино получило статус посёлка.
В годы Великой Отечественной войны, с 20 октября 1941 года, Ермолино было оккупировано немецкими войсками. 3 января 1942 года посёлок освобождён частями 201-й Латвийской стрелковой дивизии.
С 1944 года Ермолино — в составе Боровского района Калужской области.

## Экономика
Среди предприятий города:
- Хлопчатобумажный комбинат «Ермолино», основанный в 1880 году купцом Ф. С. Исаевым.
- Завод по производству волоконно-оптического кабеля «Трансвок».
- «Ермолинские полуфабрикаты» («Продукты Ермолино»).[7]
- Ермолинская городская ярмарка.

Близ города находится действующий одноимённый аэродром, который обслуживает полк авиации МВД РФ и эскадрилью Ракетных войск стратегического назначения (РВСН).

## Население
| 1913    | 1926    | 1931    | 1939    | 1959    | 1970    | 1979    | 1989    | 2000    | 2001    |
| ------- | ------- | ------- | ------- | ------- | ------- | ------- | ------- | ------- | ------- |
| 484     | ↗863    | ↗3090   | ↗5833   | ↘5703   | ↗7356   | ↗8015   | ↗10 573 | ↗11 000 | →11 000 |
| 2002    | 2003    | 2005    | 2006    | 2007    | 2008    | 2009    | 2010    | 2011    | 2012    |
| ↘9454   | ↗9500   | ↗9600   | ↗9800   | ↗10 000 | →10 000 | ↗10 087 | ↗10 409 | ↘10 400 | ↗10 509 |
| 2013    | 2014    | 2015    | 2016    | 2017    | 2018    | 2019    | 2020    | 2021    | 2023    |
| ↘10 483 | ↘10 442 | ↘10 329 | ↘10 263 | ↘10 158 | ↘10 089 | ↗10 204 | ↘10 120 | ↗10 809 | ↗11 189 |

На 1 января 2025 года по численности населения город находился на 866-м месте из 1124 городов Российской Федерации.

### Известные люди
- Прокошин, Валерий Иванович (1959—2009) — русский поэт, писатель и фотограф. Родился в деревне Буда Думиничского района Калужской области, вырос в Ермолине, жил в Обнинске. Похоронен в Ермолине.
- Белов, Герасим Иванович (1850—1908) — русский купец, предприниматель и благотворитель, родился в Ермолине.

## Общественный транспорт
В Ермолино действует система городского общественного транспорта.
Пригородные маршруты:
- № 105 Ермолино — Балабаново
- № 107 Ермолино — Боровск

Через Ермолино по Боровской улице проходят маршруты:
- №101 Боровск — Балабаново
- №104 Балабаново — Митяево
- №221 Боровск — Балабаново